# 教育研究
教育研究（英語：educational research），是指用科学方法来评估教育的各个方面，包括但不局限于：学生学习、教学方法、教师培训和课堂动态。教育研究者有个共识，教育研究应该是严格的系统化研究，但是对于具体尺度存在广泛争议。在教育研究中，包含了多个学科不同程度的交叉。这些学科包括心理学、社会学、人类学和哲学。这些学科交叉为研究方法提供了很多可能性。教育研究的发现应该在特定的情境中解释，可能不适合其他的时间、空间。

## 教育研究的特征
在蓋瑞·安德森的著作《教育研究原理》中，他列出了教育研究的10个基本特征：
1. 教育研究试图解决问题 。
2. 收集一手数据或者使用现存的数据。
3. 建立在经验基础上 。
4. 要求精确的观察和描述 。
5. 使用精心设计的步骤和严格的数据分析 。
6. 强调普遍性、原则和理论的建立，有助于理解、预测和/或控制。
7. 需要该领域的专业技能：对于领域的熟悉、研究方法的掌握和收集分析数据的技术 。
8. 试图发现一个客观的、没有偏见的解决方案，并且不辞辛劳的验证试验方法的有效性。
9. 是一个精制的、来不得大干快上的活动，有一个方向，但是会随着研究进展不断优化研究的问题。
10. 仔细的记录和向同行汇报。

## 教育研究的分类
教育研究分为两大类：基础研究和应用研究。两种研究有不同的目的。基础研究侧重于寻找或者发展教育理论。研究人员设计方案来测试、优化、改进和发展教育理论。应用研究的目的在于之间应用。研究人员试图发现解决现存教育问题的解决方案。应用型研究验证教育理论和原理的实用性。

## 教育研究的方法

### 定性的方法和定量的方法
教育研究的基本是科学的方法，对教育有关的因素进行分析测试，研究教学的过程。数据有两种类型，定性的和定量的数据。定性研究使用定性的数据。数据的特征是描述性的。教育研究者地定性数据包括：观察、访谈、文件分析、作品分析（论文、日记、照片或者博客）。定性研究包括：案例分析、人种学、现象学、叙事研究和历史研究。定量研究的数据是数字，常常使用统计学方法来发现因素之间的相互关联。定量研究包括：问卷调查、对照试验、單一受试者研究法（特殊教育中常用）、因果研究、相关研究、元分析（对现存文献的一种综合分析方法）

### 引用
1. 1 2 3 4 5 6 7 8  Lodico, M. G., Spaulding, D. T., & Voegtle, K. H. . Jossey-Bass. 2006. ISBN 978-0787979621.
2. 1 2 3 4  Anderson, G. J. . Routledge. 1998. ISBN 978-0750708579.
3. 1 2 3  Yates, Lyn. . Open University Press. 2004. ISBN 978-0335211999.
4. ↑  . The University of Texas at Austin.   [August 16, 2011]. （原始内容存档于2012年12月13日）.
5. 1 2  Kincheloe, J. L., & Berry, K. S. . Open University Press. 2004. ISBN 978-0335214006.
6. ↑  Scott, D., & Usher, R. . Routledge. 1996. ISBN 978-0415131315.